# Bonne Pioche
Pour les articles homonymes, voir Pioche.
Bonne Pioche (ou Bonne Pioche Productions) est une société française de production cinématographique et télévisuelle, créée en 1993. Elle est aujourd’hui dirigée par deux de ses fondateurs, Yves Darondeau et Emmanuel Priou.

## Description
Bonne Pioche est devenu un groupe dont les domaines d’activité s’étendent de la production télévisuelle (documentaires, magazines, captations et fiction) à la production de longs-métrages cinéma, en passant par la musique à l’image et la distribution documentaire en France et à l’international.
Les productions de la société Bonne Pioche ont reçu de nombreux prix, dont l'Oscar du meilleur film documentaire en 2006 pour La Marche de l'empereur de Luc Jacquet, un César du meilleur film documentaire en 2007 pour Dans la peau de Jacques Chirac de Michel Royer et Karl Zéro, un Primetime Emmy Award en 2018 pour la meilleure composition musicale de Cyrille Aufort sur le documentaire L’Empereur, un Magritte du meilleur premier film en 2014 pour Une chanson pour ma mère de Joël Franka...
En 2020, Victoire d'Aboville intègre Bonne Pioche ; elle prend la direction de la filiale fiction, Bonne Pioche Story.
En 2022, le groupe Federation Entertainment s'associe avec Bonne Pioche.
En 2024, le producteur Martin Boudot (en) rejoint l'équipe de Bonne Pioche où il est responsable des films et séries documentaires,.

## Filmographie sélective

### Cinéma
Sauf indication contraire, les informations mentionnées dans cette section peuvent être confirmées par les bases de données cinématographiques IMDb, Allociné et Unifrance,  présentes dans la section « Liens externes ».

#### Longs métrages documentaires
- 2005 : La Marche de l'empereur de Luc Jacquet
- 2006 : Dans la peau de Jacques Chirac de Michel Royer et Karl Zéro
- 2008 : J'irai dormir à Hollywood d'Antoine de Maximy
- 2010 : Toscan d'Isabelle Partiot-Pieri
- 2013 : Il était une forêt de Luc Jacquet[11]
- 2016 : Les Pépites de Xavier de Lauzanne
- 2017 : L'Empereur de Luc Jacquet
- 2020 : Le Feu sacré d'Éric Guéret
- 2021 : Marcher sur l'eau d'Aïssa Maïga
- 2024 : Au cœur des volcans : Requiem pour Katia et Maurice Krafft de Werner Herzog

#### Longs métrages de fiction
- 2007 : Le Renard et l'Enfant de Luc Jacquet
- 2012 : Parlez-moi de vous de Pierre Pinaud
- 2013 : Une chanson pour ma mère de Joël Franka
- 2016 : À tous les vents du ciel de Christophe Lioud
- 2016 : C'est quoi cette famille ?! de Gabriel Julien-Laferrière
- 2019 : C'est quoi cette mamie ?! de Gabriel Julien-Laferrière (sortie en salle le 7 août)
- 2020 : J'irai mourir dans les Carpates d'Antoine de Maximy
- 2020 : Poly de Nicolas Vanier
- 2021 : C'est quoi ce papy ?! de Gabriel Julien-Laferrière
- 2022 : Du crépitement sous les néons de FGKO
- 2023 : Les Têtes givrées de Stéphane Cazes
- 2023 : Acide de Just Philippot
- 2024 : Super Papa de Léa Lando
- 2024 : C'est le monde à l'envers ! de Nicolas Vanier
- 2025 : Le Secret de Khéops de Barbara Schulz

### Télévision

#### Documentaires télévisés

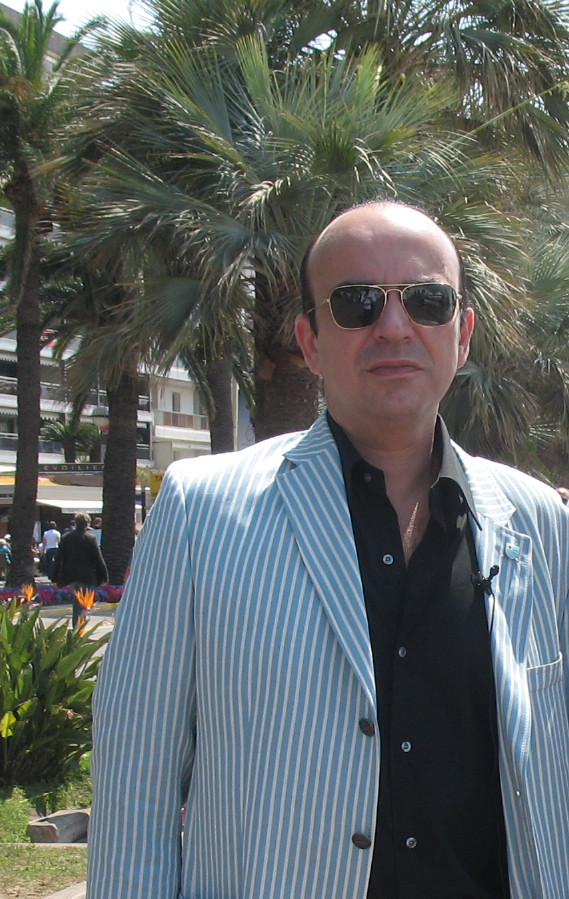
Karl Zéro (ici en 2007), coréalisateur de Dans la peau de Jacques Chirac, l'un des films primés produits par Bonne Pioche

- 2004 : Des manchots et des hommes de Luc Jacquet et Jérôme Maison
- 2005 : Comme un manchot sans ailes de Jérôme Maison
- 2006 : Paris 2011 - La grande inondation de Bruno Victor-Pujebet
- 2007 : L'Exploration inversée - le tour de France de deux Papous de Marc Dozier et Jean-Marie Barrère
- 2007 : Lascaux, le ciel des premiers hommes de Stéphane Bégoin, Pedro Lima et Vincent Tardieu
- 2011 : J'irai dormir à Bollywood d'Antoine de Maximy
- 2012 : Les Artisans du rêve de Dominique Lenglart
- 2012 : Play de Manuel Herrero
- 2012 : Abyssinie l'appel du loup avec Vincent Munier de Laurent Joffrion[12]
- 2013 : Chanee et les singes chanteurs de Frédéric Febvre
- 2013 : Un rêve en trois dimensions de Rémy Disch
- 2014 : Love Hotel de Phil Cox et Hikaru Toda[13]
- 2014 : J'irai dormir chez l'homme qui brûle d'Antoine de Maximy[14]
- 2015 : Viva Dada de Régine Abadia
- 2015 : Les métamorphoses de l'Ours polaire de Rémy Marion et Charlène Gravel
- 2015 : Les requins de la colère de Jérôme Delafosse
- 2015 : Engrenages, les jeunes face à l'Islam radical de Clarisse Feletin
- 2015 : Climat : pour quelques degrés de moins de Thierry Robert
- 2016 : Un matin sur Terre de Laurent Joffrion
- 2017 : Kheops Mystérieuses découvertes de Pascal Cuissot et Florence Tran
- 2018 : Qui a tué Néandertal ?! de Thomas Cirotteau
- 2018 : Une histoire Amazonienne d'Alexandre Bouchet et Jean-Pierre Dutilleux
- 2018 : Nucléaire, la fin d'un mythe de Bernard Nicolas, Thierry Gadault et Huges Demeude
- 2018 : Sauvages, au cœur des zoos humains de Pascal Blanchard et Bruno Victor-Pujebet
- 2018 : La Bataille de l'acier d'Éric gueret
- 2019 : L'Europe à la reconquête de la biodiversité de Vincent Perazio
- 2019 : Brûlez Molière ! de Jacques Malaterre
- 2019 : France Terres sauvages de Thierry Robert
- 2019 : L'Europe à la reconquête de la biodiversité de Vincent Perazio
- 2019 : Quand les animaux emménagent en ville de Guy Beauché et Sebastien Lafont
- 2019 : Traces sauvages - Yukon de Nicos Argillet
- 2020 : La vie est dans le pré d'Éric Guéret
- 2020 : Le Retour de la nature sauvage (3x 43') de Sarah Laîné et Vincent Perazio
- 2020 : Le Grand jour de Guy Beauché
- 2020 : Les Ailes de la Patagonie de Christophe Raylat
- 2020 : L'Histoire secrète des paysages (3x 43') - Alex Badin, Anaïs Van Ditzhuyzen, Claire Lecœuvre et Hervé Glabeck
- 2020 : Le Roi bâtard d'Owen Prümm
- 2021 : L'Iran vu du ciel de Peter Latzko
- 2021 : Au temps des dinosaures de Pascal Cuissot
- 2021 : Félins, noir sur blanc de Mathieu Le Lay
- 2021 : France Terre Sauvage - L'eau vive de Nicos Argillet
- 2021 : Pearl Harbor, le monde s'embrase de David Korn-Brzoza
- 2021 : Abysses, la conquête des fonds marins de Michel Viotte
- 2022 : Yukon, un rêve blanc de Mathieu Le Lay
- 2022 : Asie-Pacifique, la nouvelle poudrière d'Anne Loussouarn
- 2022 : Au cœur des volcans. Requiem pour Katia et Maurice Krafft de Werner Herzog
- 2022 : Au plus près des requins de Pauline Liétar et Fréderic Febvre
- 2022 : Requins : l'aventure secrète de Pauline Liétar et Cyrille Daclinat
- 2022 : Sardine Run, le plus grand festin de l'océan de Cyrille Daclinat
- 2023 : Les Larmes de la légion de Guy Beauché
- 2023 : Sarah Bernhardt - Pionnière du show business d'Aurine Crémieu
- 2023 : Alerte en orbite de Liza Fanjeaux

#### Séries télévisées
- 2023 : Follow, réalisée par Louis Farge
- 2024 : Brigade anonyme, saison 1, réalisée par Julien Seri

#### Séries documentaires
Liste non exhaustive :
- Depuis 2004 : J'irai dormir chez vous
- 2005 : Faut pas rêver
- 2006 - 2009 : Rendez-vous en terre inconnue
- 2007 - 2014 : Les Nouveaux Explorateurs
- 2010 - 2013 : Enquêtes extraordinaires
- Depuis 2012 : Nus et culottés
- Depuis 2012 : À table les enfants !
- 2013 - 2016 : Médecines d'ailleurs
- 2013 : J'ai décidé d'être heureux
- 2014 : Cuisine sauvage
- 2017 - 2019 : Zoo, le défi de demain
- 2017 : Artiste de France
- 2019 : Human +
- 2019 : La Science face au terrorisme d'Elisabeth Scherrer
- 2021 : Sport, la science en renfort d'Émilie Garcia et Elisabeth Scherrer
- 2021 : Le retour de l'Europe Sauvage de Laurent Frapat
- 2022 : Cellule de rimes de Sarah Marx
- 2022-2023 : Fatou en mode Mexique, Fatou en mode Mongolie
- 2022-2023 : Voyage en Autistan de Guy Beauché
- 2023-2024 : Un chef au bout du monde

#### Émissions de télévision
- Depuis 2018 : La Cantine, présenté par Alessandra Sublet
- En 2020 : Les Cancres, présenté par Joël Bouraïma

### Captations de concerts et de spectacles
Liste non exhaustive :
- 1996 : France Gall à l’Olympia

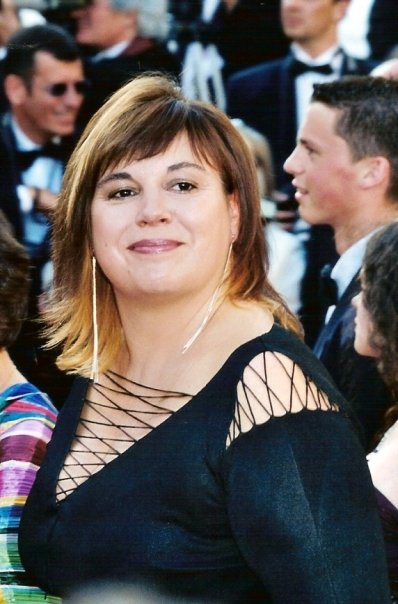
Le Démon de midi, grand succès théâtral de Michèle Bernier (ici en 2002), fait partie des captations de spectacles produites par Bonne Pioche

- 1997 : Sol en si au Casino de Paris
- 1997 : France Gall : Concert privé
- 1998 : Jean-Jacques Goldman : tournée En passant
- 1999 : Didier Bénureau à la Comédie-Caumartin
- 2000 : Jean-Marie Bigard : Bigard met le paquet
- 2000 : Michèle Bernier : Le Démon de midi
- 2000 : Starmania - Tournée 2000
- 2001 : Marie-Claude Pietragalla : Don’t Look Back (chorégraphie de Carolyn Carlson)
- 2002 : Fellag au Bataclan
- 2003 : Jean-François Dérec : Problèmes affectifs et sexuels en milieu urbain
- 2003 : Les Bodin's
- 2004 : Jean-Jacques Vanier : L'Envol du pingouin
- 2008 : Les Grands Gamins chantent pour Sol en si
- 2019 : 30 ans d'insolence avec Bernard Mabille à l'Olympia
- 2019 : Ramsès II avec François Bérléand
- 2019 : Tant qu'il y a de l'amour avec Patrick Chesnais, Marie-Anne Chazel, Laurent Gamelon et Valérie Bègue
- 2019 : C'est encore mieux l'après-midi avec Sébastien Castro et José Paul
- 2019 : La Perruche avec Barbara Schulz et Arié Elmaleh
- 2019 : Non à l'argent avec Pascal Legitimus, Julie De Bona, Claire Nadeau et Philippe Lelièvre
- 2019 : Encore un instant avec Michèle Laroque, François Berléand et Lionel Abelanski
- 2019 : La Raison d'Aymé avec Isabelle Mergault et Gérard Jugnot
- 2019: Père ou Fils de Clément Michel, avec Patrick Braoudé et Arthur Jugnot
- 2019: L'Ordre des choses avec Pascal Légitimus, Valentin de Carbonnières et Pascale Louange
- 2019 : Compromis avec Pierre Arditi et Michel Leeb
- 2020 : Le Malade imaginaire avec Daniel Auteuil
- 2020 : Chance! de Hervé Devolder
- 2020 : Julien Courbet, Jeune & Joli à 50 ans...
- 2020 : Un week-end tranquille avec Alexandra Vandernoot et Capucine Anav
- 2020 : Un amour de jeunesse avec Stéphane de Groodt, Isabelle Gélinas, Olivia Côte
- 2020 : Patrick Bosso, Sans Accent
- 2020 : Le Banquet de Mathilda May
- 2020 : Palace sur scène de Jean-Michel Ribes
- 2020 : La Journée de la jupe de Jean-Paul Lilienfeld
- 2020 : Le Crédit de Jordi Galceran avec Daniel Russo et Didier Bénureau
- 2020 : Compromis avec Pierre Arditi, Michel Leeb et Stéphane Pezerat
- 2020 : Le Canard à l'Orange avec Anne Charrier, Nicolas Briançon, François Vincentelli, Alice Dufour et Sophie Artur
- 2021 : Amis avec Kad Merad, Claudia Tagbo et Lionel Abelanski
- 2021 : L'Heureux Stratagème avec Éric Elmosnino, Sylvie Testud, Jérôme Robart...
- 2021 : La Collection avec Mathieu Amalric, Valérie Dashwood, Micha Lescot et Laurent Poitrenaux

### Clips musicaux

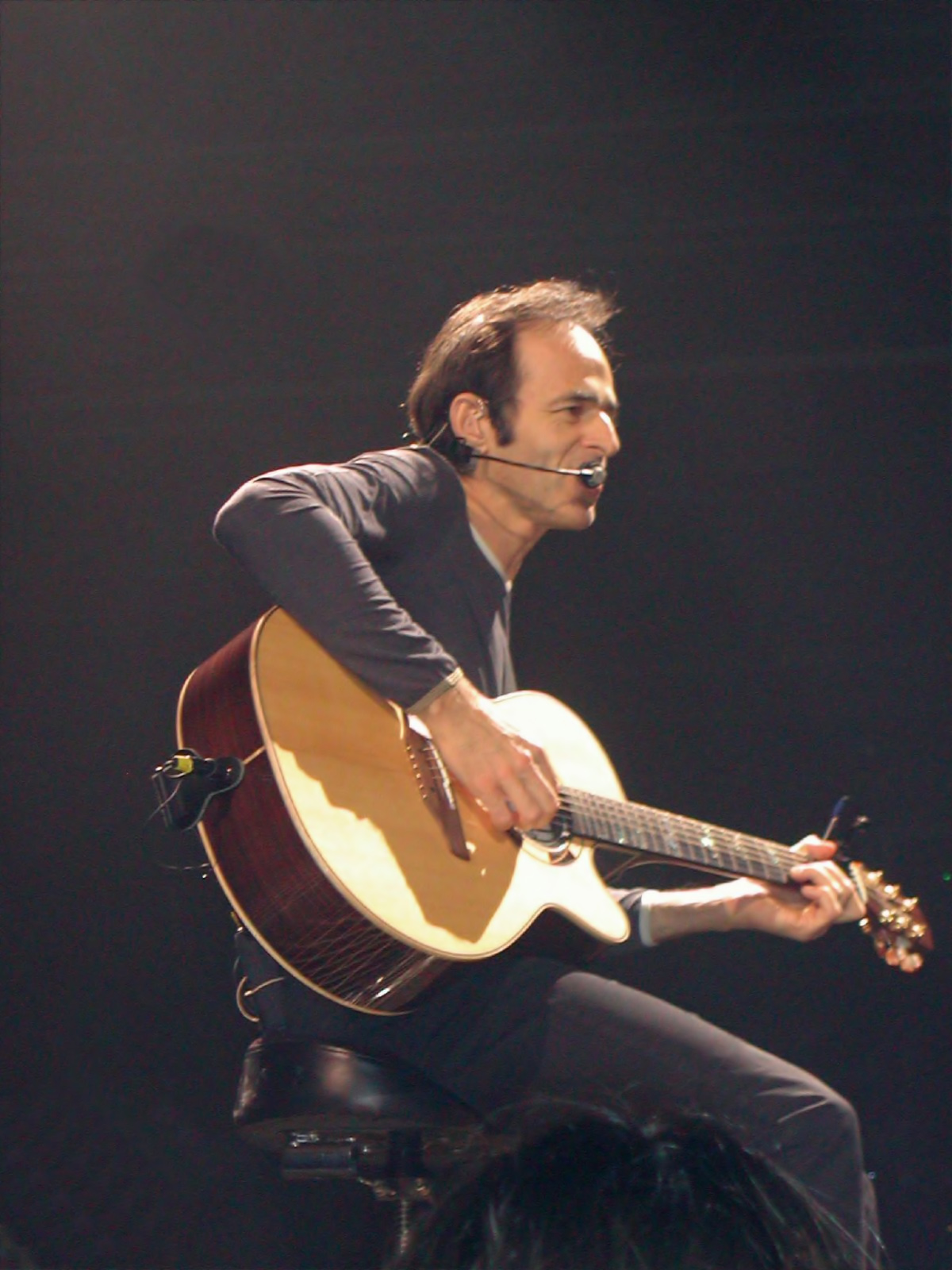
Plusieurs clips de Jean-Jacques Goldman (ici en 2002) ont été produits par Bonne Pioche

- 1996 : Message personnel de France Gall, clip réalisé par Bernard Schmitt
- 1996 : Privée d’amour de France Gall, clip réalisé par Laetitia Masson
- 1997 : Sache que je de Jean-Jacques Goldman, clip réalisé par Gilbert Namiand
- 1997 : Foule sentimentale par les artistes en faveur de Sol en si, clip réalisé par Mathias Ledoux
- 1997 : Au cœur des pierres levées de Gildas Arzel, clip réalisé par Gilbert Namiand
- 1998 : Me voilà de Frédéric Lo, clip réalisé par Gilbert Namiand
- 1998 : Bonne Idée de Jean-Jacques Goldman, clip réalisé par Daphna Blancherie
- 1998 : Un simple pas de Ginie Line, clip réalisé par Karl Dickenson
- 1998 : Sheila and Willy de Little Bob, clip réalisé par Jean-Marc Gosse
- 1999 : Nos mains de Jean-Jacques Goldman, clip réalisé par Gilbert Namiand
- 1999 : On ne change pas de Céline Dion, clip réalisé par Gilbert Namiand
- 1997 : T’as beau pas être beau par les artistes en faveur de Sol en si, clip réalisé par Daphna Blancherie
- 1999 : U marinare de Giramondu, clip réalisé par Jean-Marc Gosse
- 2000 : Peurs de Fredericks Goldman Jones, clip réalisé par Gilbert Namiand
- 2000 : Qui sait ? par les artistes en faveur de Solidays, clip réalisé par Gilbert Namiand
- 2001 : Les Mains d’or de Bernard Lavilliers, clip réalisé par Bruno Le Jean Barclay
- 2001 : L'Or des fous de Bernard Lavilliers, clip réalisé par Bruno Le Jean Barclay
- 2003 : Tien An Men de Calogero, clip réalisé par Jean-Marc Gosse
- 2003 : Si je t'avais pas de Jean-Jacques Goldman, clip réalisé par Gilbert Namiand
- 2003 : Lux Obscura de Hughes de Courson, clip réalisé par Marc Ribes et Albert Vo Van Tao
- 2004 : Elle chante de Bernard Lavilliers et Cesária Évora, clip réalisé par Éric Mulet
- 2004 : Qui est l'exemple ? de Rohff, clip réalisé par Éric Mulet
- 2004 : Tonton d’America de Tiken Jah Fakoly, clip réalisé par Éric Mulet
- 2004 : Israelites de Stanley Beckford, clip réalisé par Éric Mulet
- 2006 : Le Soldat rose de -M-, clip réalisé par Cyril Houplain